# Échenevex

Échenevex este o comună în departamentul Ain din estul Franței.